# Zuppino
Zuppino è una frazione del comune di Sicignano degli Alburni, in provincia di Salerno, nei pressi del Parco nazionale del Cilento e Vallo di Diano.

## Storia
Lo sviluppo urbanistico della frazione risale agli ultimi 20-30 anni del XX secolo ed è principalmente dovuto sia alla sua posizione su una strada statale piuttosto trafficata che all'imbocco della strada verso la stazione e lo svincolo autostradale comunale. Per la maggiore presenta abitazioni di aspetto moderno, unica nel comune, ed alcune strutture atte alla ricezione di sosta per i viaggiatori.

## Geografia fisica
Situata a nord del territorio del Cilento, sorge ai piedi della catena dei Monti Alburni, a ridosso della frazione Terranova, da cui dista circa 4 km. Sorge sulla SS 19 assieme alla vicina Scorzo (1,5 km ad ovest), con la quale è quasi contigua urbanisticamente, ed estende il suo abitato lungo la statale stessa. Da Sicignano dista 6 km.

Fra le piccole località sicignanesi, le vicinali di Zuppino sono: Acquara già abitata anticamente, Acqua Salice, Casale,  Patricella Rotale, S.Croce e Tempe. Altre contrade non molto distanti sono Giugarico e S.Licandro, quest'ultima nota anche come Sicignano Scalo.

## Infrastrutture e trasporti
Zuppino è la frazione più vicina alla stazione ferroviaria di Sicignano ed all'omonimo svincolo autostradale sull'A3 Napoli-Salerno-Cosenza-Reggio Calabria e sul RA5 Sicignano-Potenza; da cui dista rispettivamente 10 e 12 km.

Pur non avendo una stazione sulla ferrovia Sicignano-Lagonegro, conta su una fermata stradale servita dall'autobus sostitutivo FS, presso il bivio fra la SS 19 e la via per la stazione. Questa particolare situazione è dovuta al fatto che Zuppino si trovi lungo il percorso del suddetto autobus. Tuttavia, dal 9 dicembre 2007, il nuovo orario FS ha escluso tutte le fermate sostitutive della tratta Sicignano-Polla, Zuppino compresa.